# Thomas Lebas
Pour les articles homonymes, voir Lebas.
Thomas Lebas, né le 14 décembre 1985 à Pau, est un coureur cycliste professionnel français. Il est membre de l'équipe continentale japonaise Bridgestone Anchor entre 2012 et 2016, et porte les couleurs de la formation Kinan Racing Team depuis 2017.

## Biographie

### Parcours chez les amateurs
Thomas Lebas effectue plusieurs bonnes saisons chez les amateurs qui lui valent, notamment, de bénéficier d'un contrat de stagiaire chez Cofidis en 2008 et d'être sélectionné en équipe de France chez les espoirs l'année suivante.
Il songe à arrêter sa carrière fin 2010 mais fait finalement le choix de continuer de courir au sein de l'AVC Aix-en-Provence dans un rôle proche de celui d'un capitaine de route.
Au début de l’année 2011, il obtient trois podiums sur l'Essor basque. Il se classe ainsi deuxième du Circuit de l'Adour, troisième de la Ronde du Pays basque et des Boucles de la Soule. Il doit ensuite quitter l'épreuve pour aller courir avec son équipe sur le week-end provençal. Il s’adjuge sa première victoire sur le Grand Prix du Pays d'Aix organisé par son club. Le lendemain, il participe au Grand Prix Souvenir Jean-Masse, qu'il termine à la dixième place. Il gagne également le Circuit de Saône-et-Loire, le championnat de Provence et enregistre quelques belles performances sur des épreuves du calendrier de l'UCI Europe Tour comme le Circuit des Ardennes et le Tour du Frioul-Vénétie julienne. Il finit la saison à la neuvième place du classement de la Fédération française de cyclisme.
Malgré ses bons résultats, il n'arrive pas à trouver un contrat avec une équipe professionnelle française et s'engage avec la formation japonaise Bridgestone Anchor pour la saison suivante,.

### Carrière professionnelle

#### 2012-2016: Bridgestone Anchor

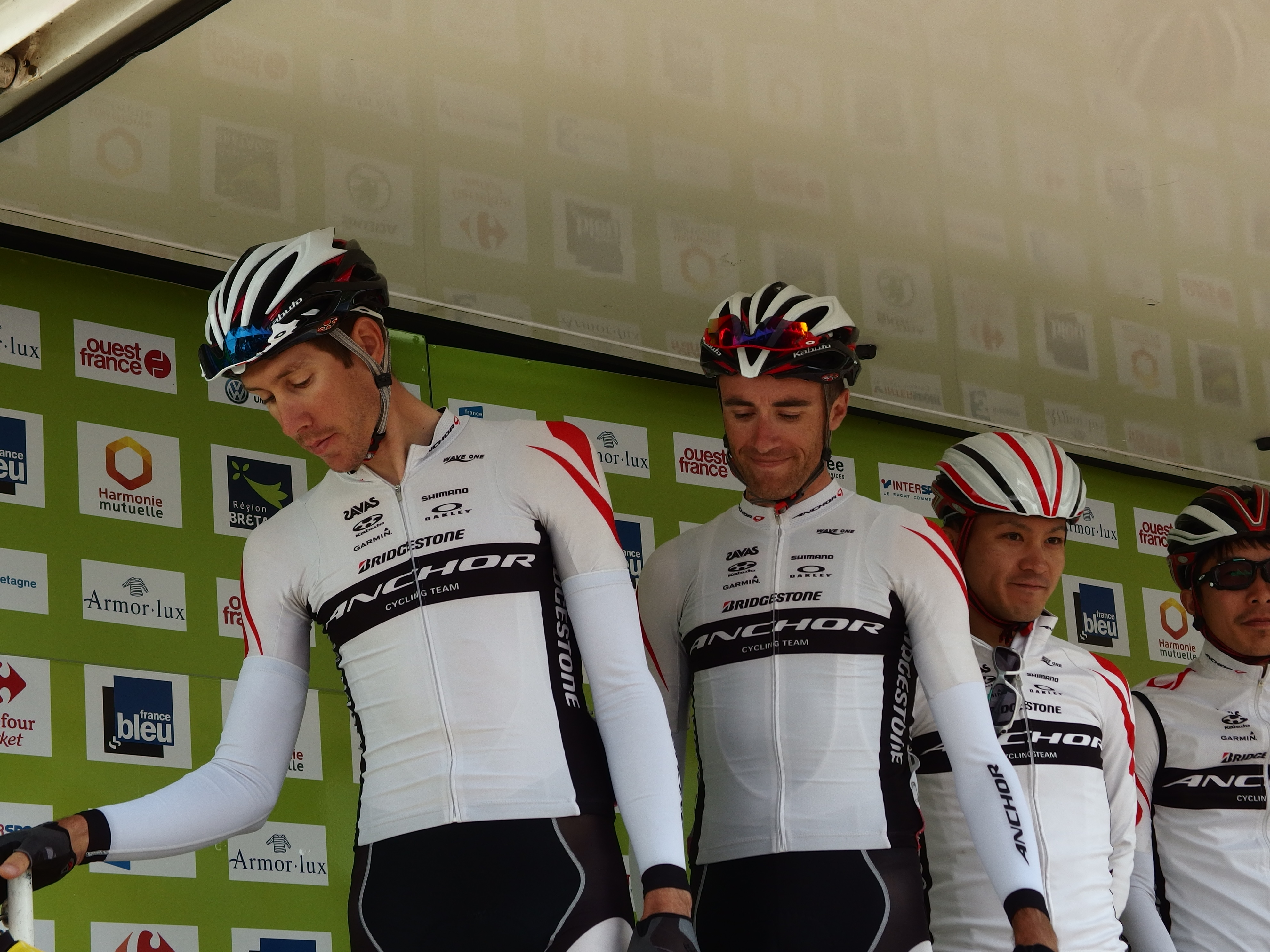
Damien Monier et Thomas Lebas au départ de la troisième étape du Tour de Bretagne 2015.

En 2012, pour ses débuts au sein de l'équipe Bridgestone Anchor, Thomas Lebas démontre ses qualités de grimpeur en terminant neuvième du Tour d'Oman au mois de février. Il finit également quatrième du Tour du Japon et troisième du Tour de Kumano.
L'année suivante, le coureur s'adjuge de nouveau la quatrième place du Tour du Japon et gagne ses premières courses chez les professionnels. Il remporte en effet la seconde étape et le classement général (ainsi que le classement par points) du Tour de Hokkaido devant son coéquipier Damien Monier au mois de septembre.
En 2014, il gagne le grand prix de la montagne et le classement général du Tour international de Sétif, puis la deuxième étape du Tour international de Constantine au mois de mars. Au mois d'août, il remporte la quatrième étape du Tour cycliste de Guadeloupe et finit neuvième du classement général de l'épreuve antillaise après avoir porté le maillot de meilleur grimpeur pendant plusieurs jours. En fin de saison, il se classe treizième de la Japan Cup.
Ses talents de grimpeur permettent à Thomas Lebas de commencer sa quatrième saison chez les professionnels par une victoire au classement général du Tour des Philippines en février 2015. Troisième la veille de l'arrivée, la montée finale qui conclut la dernière étape lui permet de distancer ses concurrents et de s'adjuger l'épreuve. Au cours de l'été, il s'illustre sur les routes du Tour cycliste international de la Guadeloupe où il remporte le prologue (contre-la-montre par équipes qui ne compte pas pour le classement général) et la sixième étape. Il doit cependant abandonner à la suite d'une chute alors qu'il occupe la septième place du classement général. Au mois d'octobre, il participe au Tour de Singkarak où il prend la seconde place de la quatrième étape mais doit quitter cette course avant l'arrivée à Padang Panjang, cadre de la dernière étape.
Au premier semestre 2016, il se classe neuvième du Tour du Japon puis troisième du Tour de Kumano. La deuxième partie de la saison voit Thomas Lebas briller une nouvelle fois lors du Tour cycliste international de la Guadeloupe. Il y prend le maillot jaune de leader après la deuxième étape et le porte au total pendant quatre jours. Il se classe finalement septième de l'épreuve antillaise remportée par son coéquipier Damien Monier. Au mois d'octobre, il monte sur la troisième marche du podium lors de la Wajima Road Race une épreuve du Japan Pro Tour. Il finit également douzième de la Japan cup à quarante-huit secondes du vainqueur l'Italien Davide Villella.

#### Depuis 2017: Kinan Racing Team

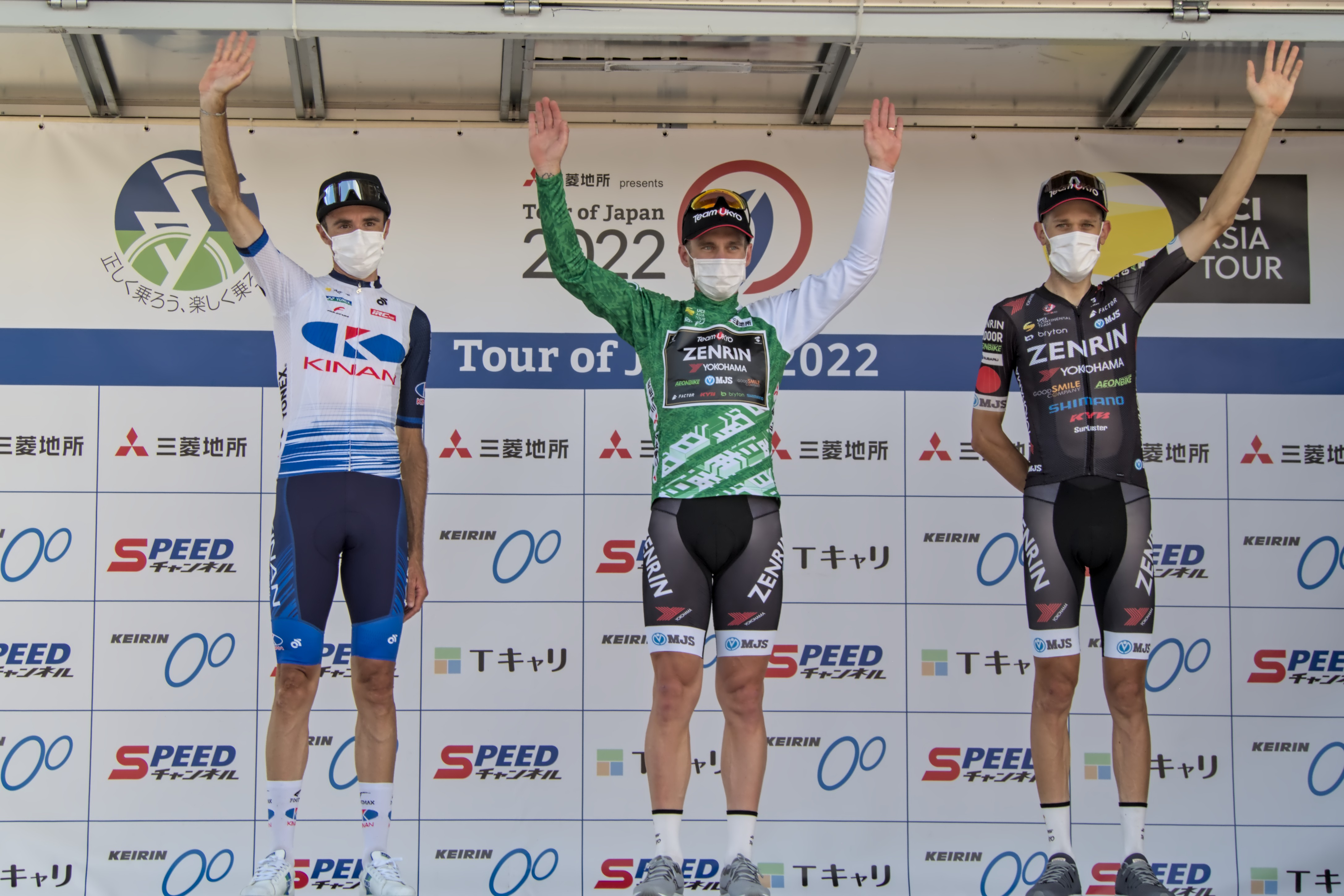
Thomas Lebas (à gauche) sur le podium final du Tour du Japon en 2022.

En 2017, pour sa sixième année chez les professionnels, il change de formation et rejoint l'équipe continentale japonaise Kinan Cycling Team. Sous ses nouvelles couleurs, Thomas Lebas se classe huitième du Tour des Philippines et sixième du Tour du Lombok en début de saison. Au mois de juin, il remporte la deuxième étape du Tour de Kumano et termine septième du Tour de Corée. Le mois suivant, il s'adjuge le classement général ainsi que la dernière étape du Tour de Florès. Le coureur français engrange à cette occasion ses deuxième et troisième victoires de l'année. Au deuxième semestre, il multiplie également les places d'honneur et se classe notamment quatrième du Tour des Moluques en Indonésie, cinquième du Tour de Hokkaido et de la Japan Cup ou bien encore dixième du Tour d'Iran - Azerbaïdjan.
Début 2018, il termine second du Sharjah Tour derrière Javier Moreno pour sa première course de la saison. Cette bonne performance lui permet de s'emparer de la première place du classement de l'UCI Asia Tour pendant quelques semaines. Il gagne la cinquième étape du Tour du Japon et finit troisième du classement général de cette course à la fin du mois de mai. Sa régularité lui permet également d'obtenir plusieurs autres accessits au premier semestre comme au deuxième. Il termine ainsi sur la dernière marche du podium du Tour de l'Ijen (après s'être classé à trois reprises dans les quatre premiers lors des arrivées d'étapes) et du Tour de Thaïlande, septième de l'Oita Urban Classic ou encore dix-huitième de la Japan Cup. En fin d'année il s'adjuge la cinquième place de l'UCI Asia Tour et fait partie des coureurs qui permettent à la formation Kinan Cycling Team de gagner le classement par équipes de ce challenge.
Thomas Lebas commence sa saison 2019 en Océanie où il décroche la cinquième place de la New Zealand Cycle Classic. Il monte ensuite sur la troisième marche du podium du Tour de Thaïlande comme l'année précédente puis participe sans grand succès au Tour de Taïwan et au Tour du Japon. Il renoue avec les honneurs et la victoire au Tour de Kumano où il gagne la deuxième étape. Il se classe ensuite dix-septième du Tour de Corée. Après presque deux mois sans compétition, le coureur français s'aligne au départ du Tour d'Indonésie avec l'ambition de remporter le classement général de cette course au parcours relativement accidenté. Il profite de la quatrième étape dont l'arrivée est située au sommet d'une montée de 12,8 kilomètres pour déposséder l'Australien Angus Lyons du maillot vert de leader. Il parvient ensuite à conserver sa tunique jusqu'au terme de l'épreuve malgré les attaques de ses concurrents au cours de la cinquième et dernière étape qui mène les coureurs de Gilimanuk à  Gianyar. Il s'adjuge également le classement des grimpeurs de ce Tour d'Indonésie,. Fin septembre il remporte le grand prix de la montagne ainsi que la dernière étape du Tour de l'Ijen. Il termine également quatrième du classement général de cette course.
Thomas Lebas commence sa saison 2020 en Océanie comme l’année précédente. Il s'adjuge à cette occasion la huitième place du classement général de la New Zealand Cycle Classic puis celle du Jayco Herald Sun Tour. La pandémie de Covid-19 et l’annulation des courses qui en découle ne lui permettent pas de participer à d'autres compétitions cyclistes au premier semestre. Il reprend la compétition à la fin du mois de juillet lors d'une course du calendrier national japonais. De juillet à octobre, il ne participe guère qu'à des courses du Japan Pro Tour. Il s'impose lors de la manche organisée à Utsunomiya et termine quatrième du classement général final de ce challenge remporté par le coureur vénézuélien Leonel Quintero.
Les restrictions sanitaires liées à la pandémie de Covid-19 qui sévit en Asie perturbent la saison 2021 de Thomas Lebas et de son équipe. Il participe à nombre limité de compétitions  mais se classe tout de même troisième de la Moka Haga Road Race en mars, deuxième du Tour du Japon derrière Nariyuki Masuda au mois de mai et huitième de la Oita Urban Classic en fin de saison.
En 2022, il brille sur plusieurs courses nationales japonaises et remporte notamment le Critérium d'Hiroshima ainsi que la Furodono Road Race. Il s'illustre également sur des compétitions inscrites au calendrier de l'UCI. Il se classe ainsi troisième du Tour du Japon au printemps, deuxième du Tour de Hokkaido, septième du Tour de Taiwan et huitième de la Japan Cup en fin de saison,.
Thomas Lebas ne remporte aucune course en 2023 mais glane plusieurs accessits au cours de la saison. Il se classe ainsi sixième d'une étape du Tour de Sharjah et d'une étape du Tour de Taiwan en début de saison.  Il termine deuxième du classement par points du Tour de Kumano au mois de juin. En fin d'année, il monte sur le podium de l'Akiyoshidai Karst Road Race et de la Gunma CSC Road Race (une compétition inscrite au calendrier national japonais). Il se classe également huitième du Tour du Japon, une course à laquelle il participe pour la onzième fois de sa carrière.
En 2024, il glane des points UCI au Tour de l'Ijen et au Tour de Mersin où il termine à la septième place du classement général final. Plus tard dans la saison, il se classe huitième du Tour of Routhe Salvation et cinquième de la Shimano Suzuka Race.
En 2025, il effectue sa neuvième saison professionnelle au sein de l'équipe Kinan Racing Team où il est rejoint par Rein Taaramäe un de ses anciens coéquipier chez Cofidis. En janvier il termine dix-neuvième du Sharjah Tour, sa course de reprise, avant de monter sur la deuxième marche du podium de la Kanoya Kimotsuki Road Race trois semaines plus tard. En mars, il se classe seizième et meilleur français du Tour de Taiwan.

## Palmarès

### Palmarès amateur
| - 2006 - 3e des Boucles catalanes - 2007 - 2e du Tour de la Creuse - 2e du Tour du Piémont pyrénéen - 2008 - 1re étape du Tour de Tarragone - Val d'Azun : - Classement général - 1er étape - 3e du Grand Prix de Puy-l'Évêque - 2009 - Chambord-Vailly - 2e du Grand Prix de Peymeinade - 2e du Grand Prix de Cours-la-Ville - 3e du Tour de Navarre - 3e du Tour du Pays Roannais | - 2010 - Tour du Lot-et-Garonne - 2e du Tour du Pays Roannais - 2e des Quatre Jours des As-en-Provence - 3e du Tour de Tarragone - 2011 - Classement général du Circuit de Saône-et-Loire - Grand Prix du Pays d'Aix - Championnat de Provence - 2e du Circuit de l'Adour - 2e du Grand Prix des Fêtes de Cénac-et-Saint-Julien - 3e des Boucles de la Soule - 3e de la Ronde du Pays basque |

### Palmarès professionnel
| - 2012 - 3e du Tour de Kumano - 2013 - Tour de Hokkaido : - Classement général - 2e étape - 2014 - Classement général du Tour international de Sétif - 2e étape du Tour international de Constantine - 4e étape du Tour de Guadeloupe - 2e du Tour international de Constantine - 2015 - Classement général du Tour des Philippines - 6e étape du Tour de Guadeloupe - 2016 - 3e du Tour de Kumano - 2017 - 2e étape du Tour de Kumano - Tour de Florès : - Classement général - 6e étape | - 2018 - 5e étape du Tour du Japon - 2e du Sharjah Tour - 3e du Tour de Thaïlande - 3e du Tour du Japon - 3e du Tour de l'Ijen - 2019 - 2e étape du Tour de Kumano - Tour d'Indonésie - 4e étape du Tour de l'Ijen - 3e du Tour de Thaïlande - 2021 - 2e du Tour du Japon - 2022 - 2e du Tour de Hokkaido - 3e du Tour du Japon - 2023 - 3e du Karst International Road Race |

## Classements mondiaux
| Année                                 | 2007  | 2008 | 2009 | 2010 | 2011 | 2012 | 2013 | 2014 | 2015 | 2016  | 2017 | 2018 | 2019 | 2020 | 2021  | 2022 | 2023  | 2024  |
| ------------------------------------- | ----- | ---- | ---- | ---- | ---- | ---- | ---- | ---- | ---- | ----- | ---- | ---- | ---- | ---- | ----- | ---- | ----- | ----- |
| Classement mondial                    |       |      |      |      |      |      |      |      |      | 707e  | 291e | 238e | 264e | 872e | 1098e | 458e | 1345e | 1842e |
| UCI Europe Tour                       | 1187e | nc   | nc   | nc   | 482e | nc   | nc   | nc   | 761e | 1452e | nc   | nc   | 216e | 692e | 814e  | 364e | nc    | nc    |
| UCI Asia Tour                         | nc    | nc   | nc   | nc   | nc   | 69e  | 25e  | 93e  | 36e  | 103e  | 11e  | 5e   |      |      |       |      |       |       |
| UCI America Tour                      | nc    | nc   | nc   | nc   | nc   | nc   | nc   | 285e | nc   | 375e  | nc   | nc   |      |      |       |      |       |       |
| UCI Africa Tour                       | nc    | nc   | nc   | nc   | nc   | nc   | nc   | 13e  | nc   | nc    | nc   | nc   |      |      |       |      |       |       |
|                                       |       |      |      |      |      |      |      |      |      |       |      |      |      |      |       |      |       |       |
| Légende : nc = non classéSource : UCI |       |      |      |      |      |      |      |      |      |       |      |      |      |      |       |      |       |       |